# Birth of Light
Pour plus de détails, voir Fiche technique et Distribution.
Birth of Light (تولد نور, Tavalod-e Nur) est un court métrage documentaire sorti en 1997 et réalisé par Abbas Kiarostami.

## Fiche technique
- Titre : Birth of Light
- Titre original : تولد نور (Tavalod-e Nur)
- Réalisation : Abbas Kiarostami
- Durée : 5 minutes
- Date de sortie :  Iran 1997
- Format : couleur